# Pirahã
Pirahã (také pirahá, pirahán, pirarrã; v jazyce samotném xapaitíiso) je jazyk, kterým mluví amazonské lovecko-sběračské etnikum Pirahã, žijící v okolí brazilské řeky Maici.

## Popis
Jde o izolovaný jazyk, nepodařilo se prokázat žádné spojení s jiným živým jazykem (řadí se do skupiny muranských jazyků, všechny ostatní jazyky z této skupiny ale již zanikly). Jazyk pirahã má zhruba 250 – 380 mluvčích, nicméně není v nebezpečí zániku, protože většina mluvčích neovládá žádný jiný jazyk.
S pirahã jako s příkladem často operuje Sapir-Whorfova hypotéza (= vnímání světa je ovlivněno používaným jazykem). Ač je většina zjištění kontroverzní, protože pirahã je krajně obtížné popsat v termínech evropské lingvistiky, stal se jazyk pirahã předmětem mnoha studií, mezi lingvisty se jím intenzivně zabývá např. Daniel Everett.

### Fonologie
Pirahã má extrémně chudou zásobu hlásek, uvádí se, že obsahuje deset až třináct fonémů (údaj se liší podle jednotlivých studií; např. 3 vokály a 7 konsonantů).
Jako jeden z mála jazyků vůbec neobsahuje nazály, obsahuje ale i velmi vzácné hlásky [ɺ͡ɺ̼] a [t͡ʙ̥] a rozlišuje tóny. Výslovnost obvyklá mezi muži se liší od výslovnosti žen. Dle některých výzkumů v jazyce hraje významotvornou roli i hudební stránka, matky údajně svým dětem neustále zpívají.

### Morfologie
Jde o aglutinační jazyk, má velmi bohatou konjugaci. U sloves se rozlišuje celá řada vidů, přechodnost, zřejmost, telicita (zda bylo cíle děje dosaženo nebo nikoli) atd. Všechna osobní zájmena jsou podle všeho převzata z jazyka nheengatu (ze skupiny tupí-guaraní), neexistují žádné zprávy o tom, že by předtím v jazyce pirahã nějaká osobní zájmena byla.
Jazyk nemá žádná slova označující barvy (rozlišuje se pouze světlá a tmavá nebo se barva objektu přirovná k něčemu, co danou barvu má). Pro slova "matka" a "otec" se používá jen jediné slovo, baíxi, pro sourozence ani jiné příbuzné neexistuje žádný výraz. Pirahã také nemá žádné výrazy pro číslovky, ani jasné rozlišení mezi množným a jednotným číslem, rozlišuje se pouze "větší množství" (hói) a "menší množství" (hoí), ale žádná absolutní čísla. Neexistují ani výrazy pro čas (např. pro minulost).

### Generativní gramatika
Dle profesora Daniela Everetta má také pirahã mimořádně omezené syntaktické možnosti (např. souvětí), neumožňuje vůbec tvorbu vedlejších vět, což dle zastánců Sapir-Whorfovy hypotézy vyvrací jednu ze základních premis dnes nejuznávanější lingvistické teorie, tj. Chomskyho generativní gramatiky.
Sapir-Whorfova hypotéza je podle Everetta dokázána v tom smyslu, že je kvůli absenci číslovek nesmírně obtížné naučit členy kmene Pirahã počítat v indoevropském slova smyslu. Většina členů kmene Pirahã sice rozumí portugalsky, ale vyjadřuje se v portugalštině jen velmi obtížně, vyjadřují se dle Everetta jen pidginovou směsicí základní portugalské slovní zásoby a gramatiky své mateřštiny.